# Сток-Ляцький
Сток-Ляцький (пол. Stok Lacki) — село в Польщі, у гміні Седльці Седлецького повіту Мазовецького воєводства.
Населення — 879 осіб (2011).
У 1975-1998 роках село належало до Седлецького воєводства.

## Демографія
Демографічна структура станом на 31 березня 2011 року:
|          | Загалом | Допрацездатний вік | Працездатний вік | Постпрацездатний вік |
| -------- | ------- | ------------------ | ---------------- | -------------------- |
| Чоловіки | 432     | 98                 | 292              | 42                   |
| Жінки    | 447     | 96                 | 276              | 75                   |
| Разом    | 879     | 194                | 568              | 117                  |